# 학원특경 듀칼리온
《학원특경 듀칼리온》(일본어: 学園特警デュカリオン)은 일본의 만화작가 집단 클램프(CLAMP)의 작품으로 소재는 특촬 히어로물이다. 클램프는 특촬물(또는 전대물)을 즐겨봤다 하며 이것을 소재로 만들어진 게 듀칼리온이다(이는 본작에서 클램프가 직접밝힌 내용이다). 보통 진지한 클램프작품들과 달리 분위기가 가볍고 코믹하다. 1991년부터 1993년에 「코믹 GENKi」(가도카와 쇼텐)에서 연재되었다. 단행본은 전 2권이며 드라마CD가 발매되었다. 《CLAMP 학원 탐정단》, 《20면상에게 부탁해!!》 등 클램프의 다른 작품 속 캐릭터도 등장하고 있다.

## 줄거리
학원 도시·CLAMP학원을 지킬 수 있도록 비밀리에 결성된 조직·학원특경 듀카리온. 

그들은 정체는 사실 CLAMP학원 고등부에 다니는 켄타로와 타케시로 보통때는 

평범한 학생이지만 긴급신호가 발생하면 수업을 제끼고 듀칼리온으로 변신한다. 

그들은 오늘도 학원내의 평화를 지키기 위해 악의 비밀 결사 「감자더미상점가」와 싸운다.

## 등장인물
히가시쿠니마루 켄타로(東国丸 健多朗 ,ひがしくにまる けんたろう)
CLAMP학원 고등부 1학년 Z반.학원특경 듀카리온의 한 사람으로 듀칼리온으로 변신할 때 빨간복장을 착용하며 무기는 총이다. 운동신경이 높고 가사를 잘한다. 밝고 붙임성이 좋은 성격. 히가시쿠니마루코퍼레이션 후계자라고 하는 유복한 집안의 아들로 졸업 후에 가업을 이어받아 히가시쿠니마루코퍼레이션의 사장이 되며 사회인이 되어서도 듀칼리온으로 활약한다. 어렸을적 꿈이 신부였다고 한다.(그래서 가사일을 잘하는듯), 타케시를 무척 신경써주고 있다.
슈가이도 타케시(秋海洞 威 ,しゅうかいどう たけし)
켄타로와 클래스메이트.학원특경 듀카리온 중의 한 사람으로 듀칼리온으로 변신할 때 파란복장을 착용하며. 무기는 검이다. 성실하고 금욕적인 성격으로 금전적으로 궁핍한 가정의 태생이지만, 성적·운동신경 모두 비의 부딪친 곳이 없는 우등생이다. 하지만 예술에는 소질이 없는듯 하다. 본인은 평범하게 지내고 싶어하지만 언제나 켄타로에게 휘둘려 다니며 금전적인 이유로 듀칼리온으로 활동하는 듯하다. 졸업후 아무것도 모르고 히가시쿠니마루코퍼레이션에 경리직이력서를 썼다가 켄타로때문에 어떨결에 켄타로의 비서가 되어 사회인이 된후에도 켄타로에게 휘둘려 역시 켄타로와 같이 듀칼리온으로 활약하게 된다
츄손지 에리(宙尊寺 絵里衣,ちゅうそんじ えりい)
CLAMP학원 고등부2학년 Z반.학원특경 듀카리온의 어시스턴트. 얌전한 외모와 달리 여장부같은 성격으로 전투력은 켄타로와 타케시보다 무서울정도로 뛰어나다.고토부키와 사랑에 빠진다.실은 우주인.켄타로와 타케시가 유일하게 꼼짝 못하는 존재이다. 나중에 고토부키와 문제를 딛고 연인으로 발전한다.
스키야바시 코토부키(数奇屋橋 寿, すきやばし ことぶき)
켄타로와 타케시와 같은 클래스메이트로 차가워보이는 외모를 지니고 있고 얌전하고 내성적이고 병약하다. 하지만 사실은 악의 비밀 결사 「감자더미상점가」의 사령관이자 우주인으로 어느한 외계별의 왕자이다. 집안의 전통으로 자신의 별을 침략하기 위해 지구로 왔으며 에리를 보자마자 한 눈 반한다. 에리와 연인사이로 발전후 듀칼리온의 새맴버로 들어오게 된다.
여자 사령관 (女司令官, おんなしれいかん)
작품후반부에 등장하는 섹시한 외모를 지닌 고토부키의 약혼녀.고토부키를 돕기위해 지구에 왔으며 나중에 고토부키와 에리가 서로 좋아하는 것을 알자 에리와 고토부키를 두고 다투지만 결국엔 약혼은 파기된다.
장관(長官)
학원특경 듀카리온의 장관. 항상 선글라스를 쓰고 얼굴을 숨기고 있다. 그의 정체는 이모노야마 재벌의 막내이며, 초등부 학생회 회장인 이모노야마 노코루(CLAMP학원 탐정단의 주인공).